# Encephalartos friderici-guilielmi
Encephalartos friderici-guilielmi Lehm., 1834 è una cicade appartenente alla famiglia delle Zamiaceae, endemica del Sudafrica.
L'epiteto specifico è un omaggio al re di Prussia Federico Guglielmo III (1770–1840).

## Descrizione

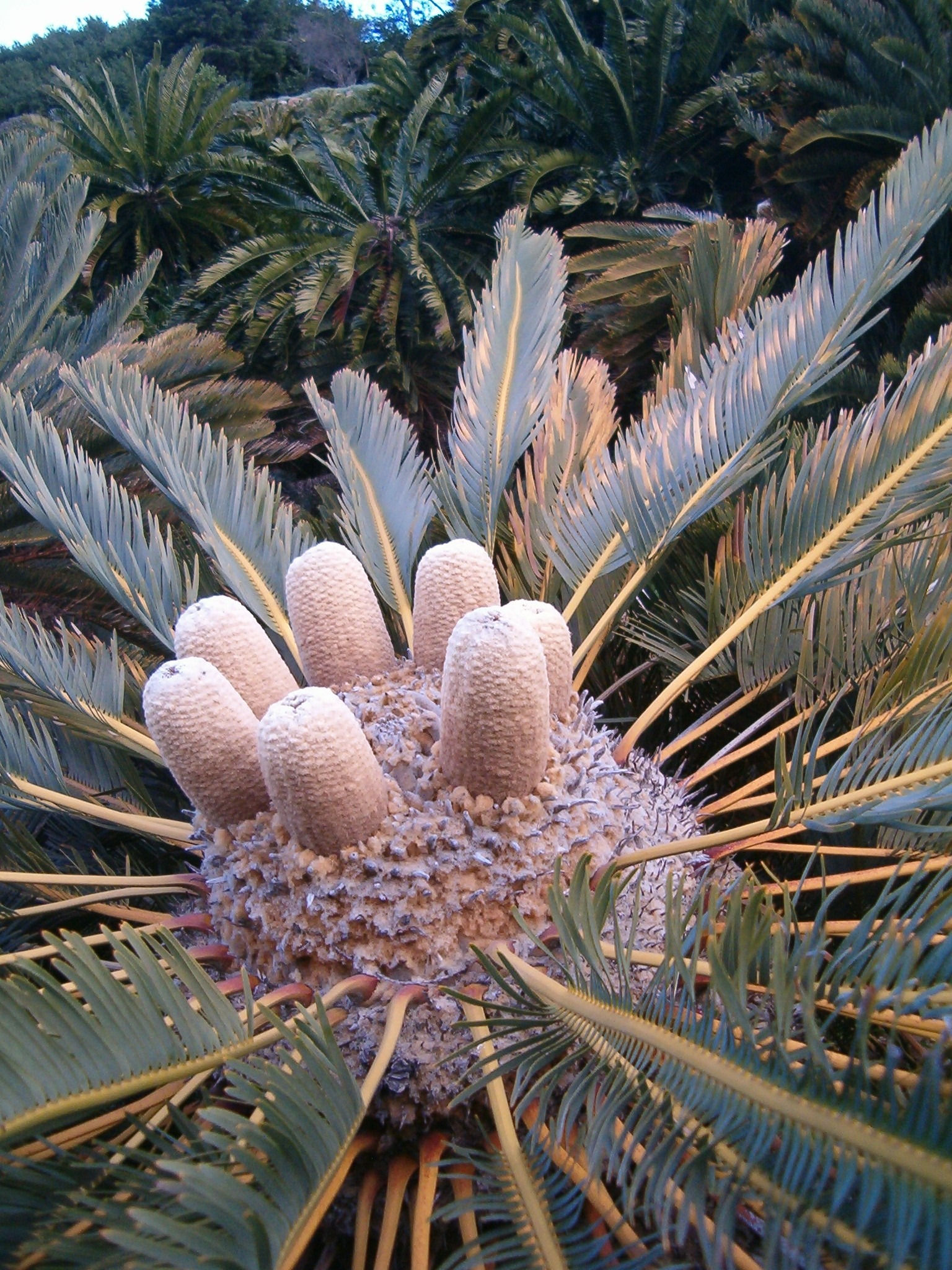

È una specie a portamento arborescente, con fusto alto sino a 4 m, di 40–60 cm di diametro.
Le foglie, pennate, disposte a corona all'apice del fusto, sono lunghe 100–150 cm, di colore dal verde-argenteo al verde-bluastro, formate da numerose foglioline lanceolate, opposite, lunghe 10–18 cm e larghe 7–8 mm, di consistenza coriacea, inserite sul rachide con un angolo di 60-100°.
È una specie dioica; gli esemplari maschili hanno usualmente da 3 a 12 coni, ovoidali-cilindrici, di colore giallastro, lunghi 30–40 cm e con diametro di 8–10 cm; quelli femminili presentano da 1 a 6 coni, ovoidali, lunghi 25–30 cm, 15–20 cm di diametro.
I semi sono oblunghi, lunghi 25–30 mm, ricoperti da un tegumento giallo. 

## Biologia
Si riproduce per impollinazione entomofila ad opera di alcune specie di coleotteri: tra i potenziali pronubi vi sono una specie di Erotylidae (Cucujoidea) non ancora descritta, Metacucujus encephalarti (Cucujoidea) e Porthetes hispidus (Curculionidae).

## Distribuzione e habitat
L'areale della specie comprende le provincie sudafricane del Capo orientale e KwaZulu-Natal.
Cresce in praterie montane e ambienti di macchia aperta su costoni rocciosi, da 700 fino a 1400 m di altitudine.

## Conservazione
La IUCN Red List classifica E. friderici-guilielmi come specie prossima alla minaccia (Near Threatened).

La specie è inserita nella Appendice I della Convention on International Trade of Endangered Species (CITES).